# Racial Volunteer Force
Die Racial Volunteer Force (RVF) ist eine gewalttätige Splittergruppe der britischen neonazistischen Organisation Combat 18 (C18). Sie pflegt engen Kontakt zur rechtsextremistischen paramilitärischen Vereinigung British Freedom Fighters. Obwohl es sich bei der RVF um eine Abspaltung von Combat 18 handelt, wurden seit der Trennung wieder Kontakte zwischen beiden Gruppierungen geknüpft. Eine deutliche Unabhängigkeit wird jedoch weiterhin betont.

## Gründung
Die RVF entstand 2002 aus einer Teilung innerhalb von Combat 18 heraus. Diese bereits lange aktive, rechtsextreme Organisation, die sich damals unter der Führung von Will Browning befand, steckte in einer Phase starker Passivität. Aus dieser Phase der Untätigkeit ging eine Gruppe frustrierter Aktivisten hervor, die sich für ein Wiederbeleben starkmachten. Diese militanten Mitglieder vereinigten sich unter der Führung von Mark Atkinson, einem langjährigen C-18-Mitglied, und John Hill, einem in Oldham ansässigen Aktivisten, und gründeten die RVF als separate, paramilitärische Organisation.
Die RVF behauptet, Teil eines europäischen Konzils unter der Führung einer europäischen Dachorganisation zu sein. Ihr Ziel sei die Einigung Neonazis und weißer Nationalisten (Combat 18 inbegriffen) in einer Allianz gegen die angeblich zionistisch okkupierte Regierung (ZOG). Die Gruppierung hat den Ruf, so stark gewalttätig zu sein, dass andere Verbände der rechtsextremen Szene Großbritanniens es vermeiden, mit der RVF in Verbindung gebracht zu werden.

## Prozess
Wegen des Verdachtes auf illegalen Waffenbesitz und weiterer Anklagepunkte wurden 2003 einige Mitglieder der RVF verhaftet. Fünf Mitglieder, unter denen sich auch Atkinson und Hill befanden, wurden darauf für schuldig befunden und erhielten Haftstrafen zwischen zweieinhalb und fünf Jahren. Ein weiterer Angeklagter, der Kopf der „November 9th Society“, wurde für den Besitz der verbotenen Broschüre The Longest Hatred verurteilt. Nach Aussagen von Peter Davies, des stellvertretenden Polizeipräsidenten von Lincolnshire, ist es „… schwer, sich etwas Rassistischeres als das Material vorzustellen, das während der gründlichen polizeilichen Untersuchungen beschlagnahmt wurde. Zusätzlich zu den Verurteilungen im letzten Monat können wir mit Genugtuung feststellen, dass der Lincolnshire Untersuchungsausschuss die Organisation, die hinter der Produktion dieses Materials steht, erfolgreich in Verruf bringen und zerrütten konnte“. Unter dem genannten Material, das während des Verfahrens ans Licht kam, befanden sich ein RVF-Magazin, das zu Gewalt aufrief, eine Anleitung zum Bau von Nagelbomben sowie volksverhetzende Gegenstände und Kopien des polnischen Neonazi-Magazins Stormer. Erste Hinweise zur RVF erhielt die Polizei durch Internetrecherche auf rechtsextremen und rassistischen Websites. Ihre Untersuchungen führten sie zu Nigel Piggins, welcher eine zweieinhalbjährige Haftstrafe erhielt.

## Aktivitäten
Wegen mehrmaliger Bedrohung von Journalisten wurde gegen die Gruppe ermittelt. Des Weiteren wurde die RVF mit einer Gruppe Hardlinern innerhalb der National Front in Verbindung gebracht, die unter der Führung von Tony White, seinem Verbindungsmann Stuart Hollingdale und Dave Hill agierten. Am Gedenktag für die Gefallenen beider Weltkriege im Jahr 2008 schlossen sich Mitglieder der RVF zusammen mit anderen Mitgliedern rechtsextremer Vereinigungen den Unterstützern Whites in einem Marsch zum Kenotaph in Whitehall an. Diese Teile der Bewegung nahmen eine Führungsrolle unter den Kritikern an Terry Blackhams Führerschaft der National Front ein. Weitere Verknüpfungen zwischen der RVF und der National Front wurden Ende 2011 offenbar, als Mitglieder der RVF eine Gedenkveranstaltung der National Front für John Tyndall in Preston besuchten.